# Tor Pettersson
Tor Ejnar Pettersson, född 16 januari 1922 i Helsingfors, död 17 oktober 2011, var en finlandssvensk läkare och professor. Han var far till Tom Pettersson.
Pettersson blev medicine och kirurgie doktor 1954, specialist i inre medicin 1958 och i infektionssjukdomar 1962. De alltmer tilltagande kontakterna med främmande kontinenter ställde ökande fordringar på specialkunskap i tropiska sjukdomar, och Pettersson avlade 1964 examen vid London School of Hygiene and Tropical Medicine. Han var 1966–1970 biträdande överläkare vid IV medicinska kliniken på Helsingfors universitetscentralsjukhus och verkade från 1971 vid Aurora sjukhus – 1971–1975 som specialistläkare och 1976–1985 som överläkare. År 1970 grundades vid Aurora sjukhus en särskild enhet som ansvarar för diagnostisering och behandling av tropiska sjukdomar i Finland. 
Petterssons vetenskapliga produktion omfattade främst publikationer om infektionssjukdomar. Han var 1969–1995 docent i inre medicin och förlänades professors titel 1982. Han verkade 1970–1984 som sakkunnig rörande tropiska sjukdomar vid Medicinalstyrelsen, var 1972–1975 ordförande i Föreningen för infektionssjukdomsforskning i Finland och 1977–1981 i Nordisk förening för parasitologi.